# Aeroportul Municipal Laconia
Aeroportul Municipal Laconia (IATA: LCI, ICAO: KLCI, FAA LID: LCI) este un aeroport din New Hampshire, Statele Unite ale Americii. Aeroportul a fost tranzitat în 2019 de 250 de pasageri.
Situat la o altitudine de 166 m, aeroportul dispune de 1 pistă.

## Infrastructură

### Piste
Aeroportul dispune de o singură pistă. Pista 8/26 are suprafața de asfalt și dimensiunile 5.890 picioare × 100 picioare. 